# Кримінальне переслідування соратників Юлії Тимошенко в період президентства Януковича

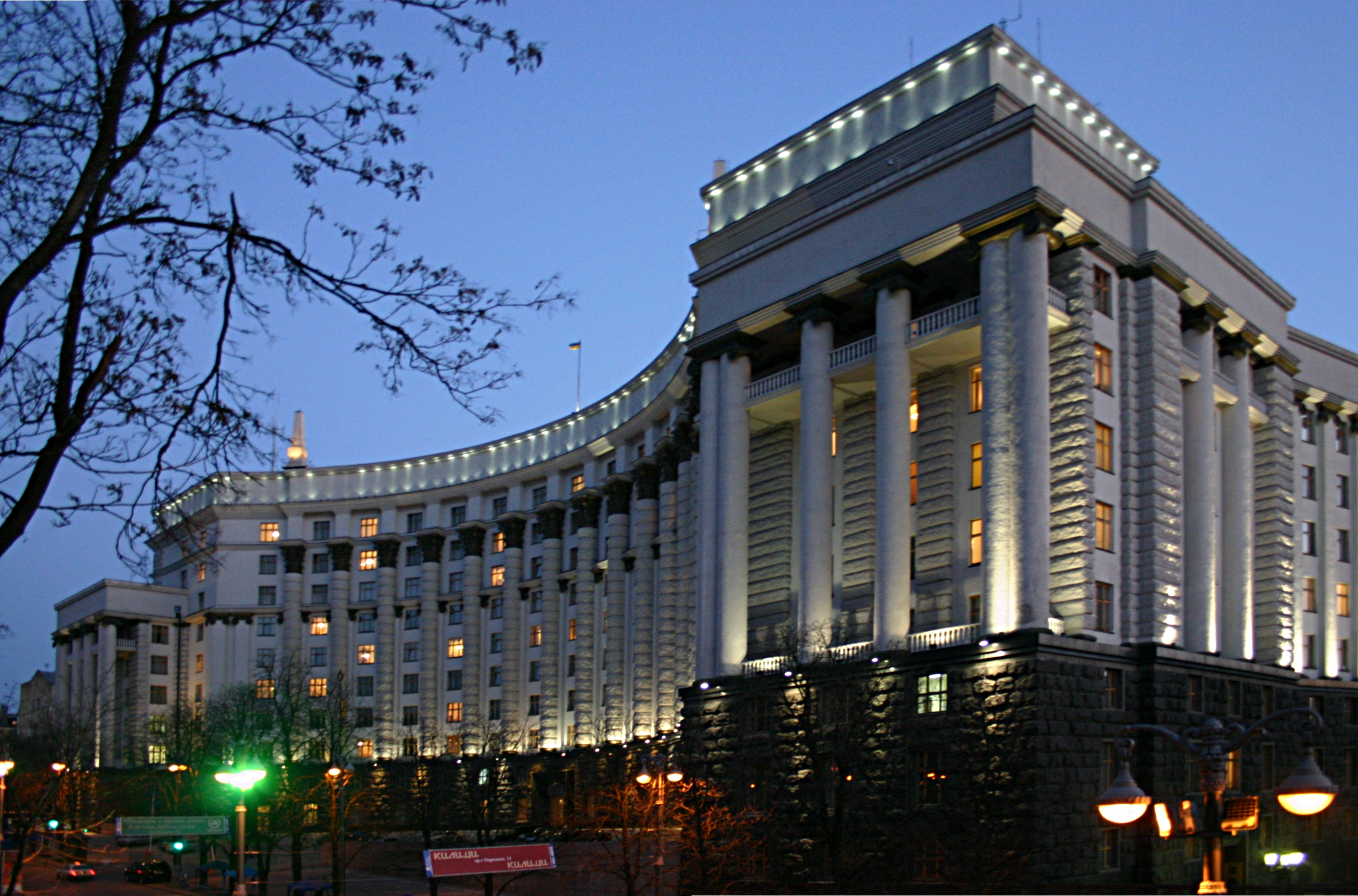
Будівля Кабінету Міністрів України

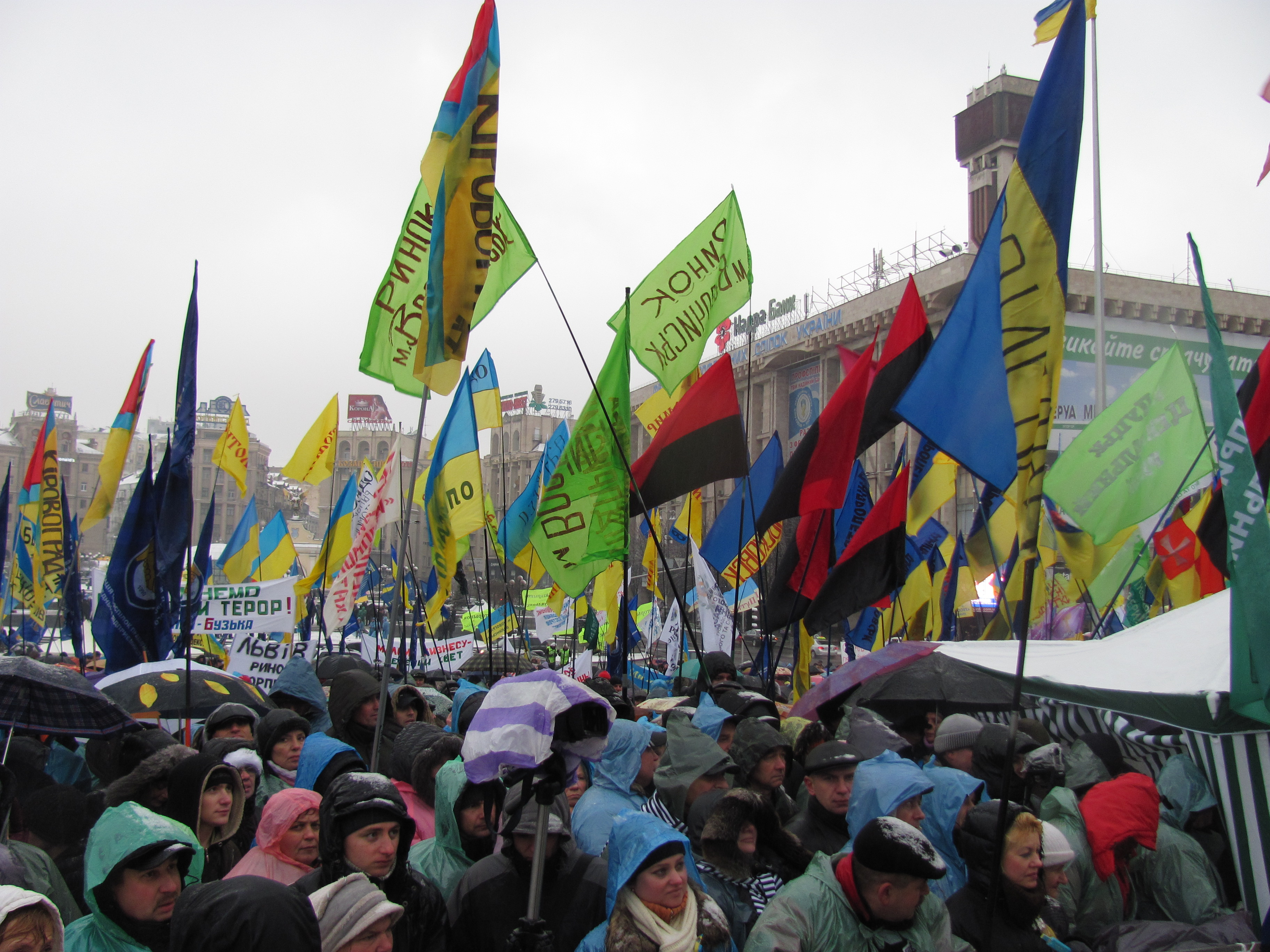
Податковий майдан. Київ. 29.11.2010

Кримінальні спра́ви проти соратників Юлії Тимошенко, які були відкриті в період правління президента Януковича (в 2010—2014 роках) — кримінальні справи було відкрито проти двох десятків міністрів та високих чиновників Другого Уряду Юлії Тимошенко (який діяв в 2007—2010 роки), та проти десятків інших політичних соратників Юлії Тимошенко.
Ці справи були відкриті, починаючи з травня 2010 року, після приходу до влади президента Віктора Януковича. Ці справи вважають політично вмотивованими Євросоюз, США, Росія, всесвітні правозахисні організації, представники українського громадянського суспільства, представники українських церков (окрім УПЦ МП), організації української діаспори — про політичну мотивацію щодо цих справ вказано в численних зверненнях та заявах Європарламенту, ОБСЄ, ПАРЄ, які активно висвітлюються в пресі Заходу та України. Але члени політичної команди Віктора Януковича та прокуратура України стверджували, що «політична складова» відсутня.
Після втечі Януковича наприкінці лютого 2014 року усі ці карні справи (впродовж кількох місяців) були або закриті за відсутністю складу злочину, або фігуранти справ були виправдані судом, реабілітовані, звільнені з ув'язнення.

## Соратники Тимошенко супроти яких були відкриті кримінальні справи з 2010 року
Починаючи з травня 2010 року, було відкрито ряд справ супроти Юлії Тимошенко та її соратників, в їх числі члени колишнього уряду, губернатори, мери, народні депутати, громадські активісти. Станом на жовтень 2012 року, через арешти вже пройшли понад двох десятків соратників з «Кабміну Тимошенко» (половина з них перебуває в СІЗО по 8-12 місяців; в основному їм пред'явлено звинувачення в перевищенні службових повноважень):
1) Прем'єр-міністр — Юлія Тимошенко Відомий російський політик, колишній перший віце-прем'єр Росії Борис Нємцов назвав Тимошенко «головним політв'язнем України».
2-4) Міністр внутрішніх справ — Луценко. Заступник начальника департаменту карного розшуку МВС — Володимир Тарасенко. Головний оперуповноважений інспектор МВС — Олег Павленов.
5) Міністр оборони — Іващенко.
6) Міністр фінансів — Данилишин.
7-8) Міністр природних ресурсів — Філіпчук. Заступник міністра охорони навколишнього природного середовища — Борис Преснер.
9) Міністр будівництва (і колишній мер Львова) — Куйбіда.
10-15) Керівники Митної служби:
- голова митної служби України — Макаренко[15],
- начальник енергетичної регіональної митниці — Олександр Конєв[9],
- заступник начальника енергетичної регіональної митниці — Тарас Шепітько[16][9],
- головний інспектор енергетичної регіональної митниці — Сергій Гарячий[9],
- начальник відділу Київської регіональної митниці — Олена Нітун[9],
- ведучий інспектор Київської регіональної митниці — Олександр Новиков[9].

16) Губернатор Харківської області Арсен Аваков — майже рік (2011—2012) вимушений був перебувати в Італії, де йому надали політичний притулок; і лише після обрання його депутатом парламенту України (восени 2012 року) — повернувся в Україну.
17-18) Губернатор (керівник держадміністрації) Дніпропетровської області (колишній міністр транспорту і зв'язку) — Бондар. Олександр Давидов — колишній заступник міністра транспорту і зв'язку.
19) Заступник міністра юстиції — Корнійчук.
20-21) Голова Державного казначейства України — Слюз, заступник голови — Грицун.
22-23) Заступник голови «Нафтогазу» (державна монополія з торгівлі нафтою і газом) — Ігор Діденко. Марія Кушнір — заступник головного бухгалтера «Нафтогазу».
24-25) Керівники Держкомітету з державного матеріального резерву:
- голова Держрезерву Михайло Поживанов (з 2010 року живе в Австрії);
- заступник голови Держрезерву Микола Синьковський.[6][5]

26) Директор ДП «Укрмедпостач» — Микола Петренко.
27) Керівник «Укравтодора» (в 2005—2006, 2008—2010) — Вадим Гуржос.
28-30) Кількох посадовців неодноразово викликали на допит, щоб відкрити кримінальну справу, зокрема, першого віце-прем'єр міністра Турчинова, але справи не були відкриті. Також під тиском щодо відкриття кримінальних справ стосовно родичів — залишили БЮТ відомі політики: керівник Київської організації БЮТ Анатолій Семинога; керівник «Просвіти» Павло Мовчан.
31) В листопаді 2012 року генпрокуратура заявила про кримінальні справи проти відомого екс-депутата від БЮТ Андрія Шкіля (за те, що Шкіль як лідер УНА-УНСО, організовував протести 9 березня 2001 року, в акції «Україна без Кучми»). В грудні 2012 Шкіль вимушений був виїхати до Чехії.
32-39) Також кримінальні справи були відкриті проти активістів «Податкового майдану 2010 року», який проводили організації дрібних підприємців в тісній співпраці з Тимошенко-БЮТ. Наприкінці 2010 року та напочатку 2011 року — було ув'язнено вісім представників руху підприємців «Спільна справа», які проводили «Податковий Майдан 2010 року» в співпраці з Тимошенко.
40-42) Також кримінальні справи були заведені на ряд кандидатів в мери від «Батьківщини» на місцевих виборах 2010 року. А після місцевих виборів-2010 внаслідок тиску — мери міст Запоріжжя, Кременчука, Новомосковська (які були обрані від «Батьківщини») вийшли з «Батьківщини» та заявили про свою безпартійність.
43-47) 12 жовтня 2011 року, генпрокуратура України заявила про намір ініціювати відновлення кримінальних справ (які були закриті в 2003—2005 роках) щодо родичів Тимошенко (зокрема, щодо свекра Юлії Тимошенко — 75-річного Геннадія Тимошенко, який помер в травні 2012 року; щодо чоловіка Юлії Тимошенко — Олександра Тимошенко, який отримав політичний притулок в Чехії з січня 2012 року); щодо співробітників корпорації «Єдині енергетичні системи» (по справі ЄЕСУ щодо поставки будматеріалів в Росію в 1996—1997 роках): Євген Шаго, Антоніна Болюра, Лідія Сокольченко.

### Початок процесу реабілітації репресованих
15 квітня 2014 в Верховній Раді була винесена на голосування Постанова № 4367 про реабілітацію 12 засуджених по політичних мотивах (Богдан Данилишин, Валерій Іващенко, Ігор Діденко, Анатолій Макаренко, Тарас Шепітько, Вадим Гуржос, Олександр Конєв, Сергій Гарячий, Володимир Тарасенко, Олег Павленов, Олена Нітун, Олександр Новиков), але Постанова набрала лише 212 голосів (при потребі 226).

## ЗМІ про комплекс «кримінальних справ супроти соратників Тимошенко»
В Україні про проблему «переслідування урядовців та соратників Тимошенко» повідомляють численні статті в ЗМІ :
- «Затримання тривають. За що саджають чиновників Тимошенко». Сайт журналу «Фокус», 14.1.2011.
- «Всі, хто сидить, й тільки готується» (сайт «Главком», 10.01.2011),
- «Війна назавжди» (сайт «Главком», 09.04.2012),
- «Янукович та АРЕШТОкратія» (сайт «Власти нет», 31.12.2010),
- Заява Львівської облради (4.1.2011, сайт «meta.ua» и сайт «Львівський портал»[недоступне посилання з квітня 2019]),
- «За неугодных власти — тех, кто встретил Новый год и проведет Рождество в СИЗО!» (6.1.2011, сайт «Николаевский портал»).
- «Кореспондент: Перше іноземне попередження» (25.1.2011, сайт «korrespondent.net»).

В Росії на цю тему теж писали доволі часто, але практично завжди подавали неповну, викривлену інформацію — не вдаючись в деталі, цитували заяви генпрокуратури України про розтрати в мільярди доларів, але «деталі цих справ» показали б, що жоден чиновник з уряду Тимошенко не звинувачений в хабарях, не отримав ніяких прибутків чи майна. Їх звинувачують, як правило, в «перевищенні влади». Також навіть непереконливі «збитки від перевищення влади» у справах рахуються не мільярдами доларів, а сумами в десятки тисяч разів меншими. Наприклад, екс-міністра Луценка звинуватили у проведенні концерту на свято міліції — усього за два роки там було витрачено близько 80 тис. доларів, причому (як випливає з кримінальної справи) гроші дійсно пішли на оплату концертів, а Луценко не мав з цього ніякого зиску. Але ці «ключові деталі» в цих статтях замінені на загальні звинувачення:
- «Генпрокуратура йде по кабінету Юлії Тимошенко». Сергій Сидоренко (сайт газети «Коммерсант», 24.12.2010).
- «На Україні тривають арешти міністрів уряду Тимошенко» (сайт «vesti.ru», 26.12.2010).
- «Україна йде на посадку: „помаранчевим“ міністрам знайшли місце в тюрмі». Олег Базак. Сайт газети «Московський комсомолець», 27.12.2010.
- На Україні заарештований екс-глава МВС Луценко. 26.12.2010., «Українського екс-міністра Луценка звинувачують у заволодінні державним майном». 26.12.2010.
- «Хто і за що заарештований з опозиції». 3.1.2011.
- «Механічні апельсини. За розтрату 2,5 млрд доларів арештовані 8 міністрів кабінету Тимошенко». Сайт «Центр Азія» 26.12.2010.

## Оцінки Росії
Треба зазначити, що посадовці Росії фактично не коментують кримінальні справи щодо соратників Тимошенко та членів її Уряду (хоча російські ЗМІ жваво обговорюють цю тему). Офіційна Росія обмежується закликами про звільнення самої Ю. Тимошенко — високопосадовці Росії зробили ряд заяв про невинуватість Тимошенко в «газовій справі 2009 року», та про відсутність претензій до Тимошенко «по справі ЄЕСУ та Міноборони Росії».
Президент та прем'єр-міністр Росії зробили ряд заяв про «політично мотивований суд над Юлією Тимошенко»; також 11 жовтня 2011 року, МЗС Росії зробив офіційну заяву (див. сайт МЗС Росії):
- «Не можна не брати до уваги той факт, що керівництво багатьох держав і світова громадськість сприймають весь цей судовий процес як ініційований виключно з політичних мотивів».[27]

Директор «української філії Інституту країн СНД» (російський державний інститут з вивчення проблем СНД) Володимир Корнілов зазначив, що «якщо Київ і далі буде ігнорувати думку Євросоюзу, Росії та Сполучених Штатів у „справі Юлії Тимошенко“, то може вийти так, що Брюссель почне підходити до України як до другої Білорусі».

## Оцінки «кримінальних справ проти соратників Тимошенко» в Євросоюзі, США
Про переслідуванні політичних соратників Тимошенко, членів її уряду — є чисельні резолюції та заяви Європарламенту, ПАРЄ, ОБСЄ, високопоставлених політиків Євросоюзу і США, заяви міжнародних демократичних організацій.
13 січня 2011 Чехія «надала політичний притулок» екс-міністру економіки Богдану Данилишину. 6 січня 2012 року Чехія надала політичний притулок Олександру Тимошенко. З 2010 року Михайло Поживанов знаходиться в Австрії, він запросив політичного притулку в Австрії, але рішення по ньому досі не ухвалене.
22 червня 2011 (напередодні початку суду над Тимошенко) — посол Великої Британії в Україні Лі Тернер — дав інтерв'ю газеті «День», де застеріг владу України від переслідування опозиції:
- «Ми уважно стежимо за розвитком кримінальних справ проти колишніх урядовців… ми стурбовані припущеннями про можливі політичні мотиви цих справ… Зараз ми чітко пояснили представникам української влади, що будь-яке враження про вибірковість та непропорційність застосування правового впливу може значно і на тривалий час нашкодити міжнародній репутації України».[31]

### Оцінки після вироку Тимошенко (після 11 жовтня 2011 року)
11 жовтня 2011 року (в день винесення вироку Юлії Тимошенко) Адміністрація президента США закликала «звільнити Ю. Тимошенко та інших політичних лідерів і колишніх урядовців». 13 жовтня 2011 року співголова групи підтримки України в Конгресі США Мерсі Каптур зареєструвала проєкт резолюції про «переслідування лідера опозиції Юлії Тимошенко та її соратників».

### Шість резолюцій Європарламенту (2010—2012) присвячені «Справам Юлії Тимошенко та інших членів колишнього уряду»
9 червня 2011 «Європейський парламент» прийняв вельми важливу резолюцію по Україні «Справи Юлії Тимошенко та інших членів колишнього уряду»:
- «Європейський парламент, беручи до уваги свої попередні резолюції по Україні, зокрема резолюцію від 25 листопада 2010 року… Беручи до уваги заяву свого Президента про затримання Юлії Тимошенко 24 травня 2011 року, беручи до уваги заяву представника Верховного представника ЄС Кетрін Ештон від 26 травня 2011 у справі Юлії Тимошенко, беручи до уваги заяву Комісара Штефана Фюле після його зустрічі з Юлією Тимошенко 24 березня 2011…

1. …застерігає проти можливого застосування кримінального правосуддя як засобу досягнення політичних цілей. 2. Стурбований зростанням вибіркового переслідування діячів політичної опозиції в Україні, а також непропорційністю застосовуваних заходів, особливо у випадку Тимошенко і колишнього міністра внутрішніх справ Луценко; звертає увагу на те, що Луценко перебуває під арештом з 26 грудня 2010 року»
25 жовтня 2011 року Європарламент (голосами п'яти фракцій з шести) прийняв резолюцію щодо України (третю за рік), в якій беручи до уваги заяви керівників Євросоюзу, заявив, що «оскільки до кримінальної відповідальності притягається все більша кількість посадовців, включаючи міністрів колишнього уряду, також голів державних департаментів та інспекцій, голів підрозділів правоохоронних органів, суддів районних судів та голів органів місцевої влади», то Европарламент: «Засуджує обвинувальний вирок колишньому Прем'єр-міністру Юлії Тимошенко (пункт 2 Резолюції)», «Наполягає на тому, що всі судові процеси проти колишніх та чинних високопосадовців уряду повинні проводитись відповідно до європейських стандартів (пункт 6 Резолюції)».
24 травня 2012, Європарламент прийняв резолюцію (п´яту за 2010—2012 роки) з вимогою звільнення членів Уряду Тимошенко :
- «беручи до уваги свої попередні резолюції по Україні, зокрема від 9 червня 2011, 27 жовтня 2011 та 1 грудня 2011 року… 3. Ще раз висловлює своє занепокоєння щодо судових процесів проти колишніх та чинних високопосадовців уряду, які не проводились згідно з європейськими стандартами… закликає до беззастережного негайного звільнення всіх в'язнів, засуджених за політичними мотивами, в тому числі лідерів опозиції…

8. Закликає українську владу забезпечити повну повагу до прав всіх ув'язнених, засуджених за політичними мотивами, в тому числі Тимошенко, Луценка та Іващенка…
11… засуджує той факт, що українська влада порушила нові політично-вмотивовані справи проти Тимошенко й інших, що суперечить принципам верховенства права»..
13 грудня 2012 року Європарламент прийняв резолюцію (шосту за 2011—2012 роки) в якій говориться про політичні арешти «соратників Тимошенко» :
- Європарламент «висловлює жаль у зв'язку з тим, що згідно з думкою спостерігачів ОБСЄ, ПАРЄ, Парламентської асамблеї НАТО та Європейського парламенту, виборча кампанія не відповідала основним міжнародним стандартам і стала кроком назад у порівнянні з національними виборами 2010 року». Зокрема, мав місце «арешт опозиційних політичних лідерів». Європарламент «закликає владу України звільнити та реабілітувати політично переслідуваних опонентів, зокрема Юлію Тимошенко, Юрія Луценко та інших».[37][38]

### Резолюції ПАРЄ, ОБСЄ
26 січня 2012 була прийнята резолюція ПАРЄ «Функціонування демократичних інституцій в Україні». У цій резолюції вказано на політичний характер кримінальних справ проти міністрів уряду Тимошенко (зокрема справ Тимошенко, Луценка, Іващенка, Корнійчука). У резолюції також містився заклик до влади України — допустити Тимошенко, Луценка до парламентських виборів осені 2012 року. У резолюції вперше сказано про можливість введення «санкцій» щодо нинішніх керівників України. Проте, влада України фактично проігнорувала ключові вимоги цієї резолюції; але жодних «санкцій» не було застосовано (принаймні, протягом 2012 року).
11 липня 2012 ОБСЄ прийняла резолюцію по Україні, в якій закликала звільнити членів уряду Тимошенко — вони названі «політичними в'язнями». ОБСЄ наголосила, що «в країнах ОБСЄ» не повинно бути політичних в'язнів.

### Заяви США
30 грудня 2010 Держдепартамент США повідомив українському уряду про стурбованість кримінальними справами супроти команди Тимошенко, про те, що «переслідування не повинно бути вибірковим або політично вмотивованим».
24 червня 2011 Держдепартамент США заявив, що суд над Ю. Тимошенко є політично мотивованим процесом над представниками опозиції.
2 травня 2012 року держсекретар США Гілларі Клінтон зробила чергову заяву щодо «соратників Тимошенко»: «Ми продовжуємо закликати до її звільнення, звільнення інших членів її колишнього уряду» .
2 лютого 2013 року троє колишніх послів США в Україні (Стівен Пайфер, Джон Гербст, Білл Міллер) звернулися до новопризначеного керівника Держдепартаменту США Джона Керрі з проханням: «узагалі не зустрічатися з керівником України», оскільки в Україні тривають переслідування опозиції. Стівен Пайфер заявив, що в Сенаті США «розробляють законопроєкт про санкції щодо українських чиновників, які причетні до справ Тимошенко та Луценка».

## Заява Ю. Тимошенко з вимогою звільнення її соратників
16 лютого 2011 року Юлія Тимошенко зробила заяву в якій вимагала від президента Януковича — звільнити усіх політв´язнів. В цій Заяві були названі 16 прізвищ осіб, проти яких порушено кримінальні справи (більшість з них було арештовано):
- екс-міністри: Юрій Луценко, Валерій Іващенко, Богдан Данилишин, Георгій Філіпчук, Віктор Бондар. Та колишній заступник міністра Євген Корнійчук,
- керівники Держказначейства: Тетяна Слюз, Тетяна Грицун,
- керівники митниці: Анатолій Макаренко, Тарас Шепітько,
- керівники НАК «Нафтогаз»: Ігор Діденко, Марія Кушнір,
- керівники Держрезерву: Михайло Поживанов, Віталій Нікітін, Микола Синьковський,
- керівник державного підприємства «Укрмедпостач»: Микола Петренко.

Також в цій Заяві — Тимошенко вимагала звільнення «представників громадських організацій, яких звинувачують у пошкодженні пам'ятника Сталіну в Запоріжжі», тощо.

## Справа проти екс-міністра економіки Богдана Данилишина
5 серпня 2010 року Богдан Данилишин вилетів до Німеччини.
12 серпня 2010 року Генеральна Прокуратура України порушила кримінальну справу супроти міністра економіки (2007—2010) в уряді Тимошенко — Богдана Данилишина по ч. 2 ст. 364 «Зловживання владою або службовим становищем». Данилишин був оголошений у міжнародний розшук. 18 жовтня 2010 Данилишин приїхав з Німеччини в «українське посольство в Чехії» — де його адвокат нібито домовився про «зустріч заради примирення», але після зустрічі в українському посольстві — Данилишин був заарештований (18.10.2010) чеською поліцією (на вимогу Інтерполу), при виході з українського посольства в Празі.
Після арешту Данилишин звернувся з проханням про надання «політичного притулку»; і 12 січня 2011 отримав «політичний притулок в Чехії».
Відразу після саміту Віктора Януковича з керівниками Євросоюзу Баррозу та Ромпеєм (самміт відбувся 25 лютого 2013 року) з´явилися повідомлення (зокрема від оточення президента Польщі Коморовського), що Янукович обіцяв звільнити Луценка. А вже першого березня 2013 року — МЗС України та прокуратура повідомили, що справа щодо Богдана Данилишина закрита «за відсутністю складу злочину». Як міг зникнути цей «склад злочину» та чи покарані відповідні правоохоронці, які протягом понад двох років помилково кваліфікували дії Данилишина як злочин — МВС та прокуратура не повідомили.

## Справа проти екс-міністра оборони Іващенка

Емблема міністерства оборони України

24 серпня 2010 року, заарештований колишній в.о. міністра оборони Валерій Іващенко. Його звинуватили в ухваленні незаконного рішення про реалізацію майна «Феодосійського судномеханічного заводу».
20 червня 2011 В. Іващенко оголосив голодування на знак протесту проти його утримання під вартою, але у зв'язку з різким погіршенням здоров'я — вимушений був припинити голодування 25 червня.

## Справа проти екс-міністра навколишнього середовища Георгія Філіпчука
14 грудня 2010 року заарештований колишній «міністр охорони навколишнього природного середовища України» Георгій Філіпчук: «Генеральна прокуратура Україна 13 грудня 2010 порушила кримінальну справу щодо колишнього міністра охорони навколишнього природного середовища України Георгія Філіпчука за ознаками злочину, передбаченого ч.2 ст. 364 Кримінального кодексу України (зловживання службовим становищем), яке спричинило тяжкі наслідки». Філіпчуку інкримінували участь у справі про «кіотські гроші» (див. Карні справи щодо Юлії Тимошенко з 2010 року).
8 квітня 2011 генпрокуратура повідомила про звільнення з-під варти Георгія Філіпчука, «у зв'язку із закінченням ознайомлення з матеріалами кримінальної справи».
5 квітня 2012 року Георгій Філіпчук був засуджений до трьох років позбавлення волі, і взятий під варту в залі суду.

## Справа проти екс-міністра регіонального розвитку та будівництва Василя Куйбіди
У червні 2010 року порушено кримінальну справу проти Василя Куйбіди (міністр регіонального розвитку та будівництва в уряді Тимошенко в 2007—2010; мер Львова в 1994—2002; доктор наук державного управління). СБУ звинуватила Куйбіду у тому, що він призначив без конкурсу «начальника» Державного архітектурно-будівельного контролю «в Рівненської області». Суд розпочався в серпні 2010, однак суд багаторазово переносився — на вересень, на жовтень, на листопад.
Куйбіда заявив, що є положення згідно з яким, якщо кандидатура на пост «голови обласного ДАБК» затверджується міністром за узгодженням з губернатором, то конкурс не проводиться. Екс-губернатор Рівненської області Віктор Матчук — підтвердив покази Куйбіди.
13 грудня 2010 зазначену справу було закрито рішенням Шевченківського районного суду м. Києва. Прокурор вніс протест на закриття справи, але 14.01.2011 р. Апеляційний суд Києва підтвердив рішення про закриття справи.
Василь Куйбіда заявив, що справа проти нього порушували, намагаючись не допустити його на вибори мера Львова:
- «До мене почали чіплятися після того, як я провів консультації щодо можливого мого балотування на посаду міського голови Львова. Після цього значну частину часу я змушений був проводити в Києві, а тому забути про вибори. Тобто, у підсумку вони досягли того, щоб я не балотувався на посаду мера».[54]

Дійсно, «місцеві вибори в Україні» пройшли 31.10.2010 — і невдовзі «справу Куйбіди» було закрито. Треба зазначити, що перед місцевими виборами на Україну — кримінальні справи були заведені проти мерів ряду міст.

## Справа проти колишнього першого заступника міністра юстиції Корнійчука
22 грудня 2010 року прокуратура заарештувала колишнього «першого заступника міністра юстиції» (у Кабміні Тимошенко) Євгена Корнійчука; він — зять голови Верховного Суду України Василя Онопенка. Корнійчук був арештований в день пологів його дружини — новонароджена дитина через два дні потрапила до реанімації. Однак через кілька тижнів Євген Корнійчук був випущений на «підписку про невиїзд» (після зустрічі Василя Онопенка з президентом Януковичем).
15 лютого 2011 колишньому першому заступнику міністра юстиції Євгену Корнійчуку змінено запобіжний захід на підписку про невиїзд.

## Справа проти Віктора Бондаря, екс-губернатора Дніпропетровської області
24 грудня 2010 прокуратура заарештувала екс-міністра транспорту, екс-губернатора Дніпропетровської області Віктора Бондаря. Строго кажучи, Бондар приєднався до «команді прем'єр-міністра Тимошенко» — лише в останні місяці перед президентськими виборами-2010, але його підтримка (як губернатора однієї з найбільш областей України) була дуже важливою на виборах-2010.
Проти В. Бондаря було порушено справу щодо його роботи на посаді в. о. міністра транспорту в 2006 році (в уряді Єханурова, після звільнення міністра транспорту Є. Червоненко) під час будівництва автовокзалу «Теремки» в Київі (збиток оцінений в 5 млн грн. (близько 950 тис. дол)) (ч. 5 ст. 27, ч. 2 ст. 194, ст. 353 Кримінального кодексу України" — пособництво в умисному знищенні чужого майна, що заподіяло майновий збиток в особливо великих розмірах, поєднане із самовільним присвоєнням владних повноважень).

## Справа протиІгоря Діденка,Анатолія Макаренка

Емблема міністерства палива та енергетики України

23 червня 2010 року заарештований екс-голова державної митної служби України Анатолій Макаренко.

8 липня 2010 року заарештовано колишнього першого заступника голови «Нафтогазу» Ігоря Діденко.
22 липня 2010 перший заступник генпрокурора Віктор Пшонка (через півроку він уже генпрокурор) повідомив: «Взято під варту (21.7.2010) Тараса Шепітько — заступник начальника відділу Енергетичної регіональної митниці». Пшонка підкреслив, що рішення Стокгольмського суду не є підставою для порушення кримінальної справи.
Всі троє звинувачені в тому, що на виконання україно-російського міжурядового договору від 19.1.2009 (про подолання «україно-російської газової кризи-2009») — розмитнили і прийняли на баланс державної компанії НАК «Нафтогаз» 11 млрд кубометрів газу від компанії «Газпром» (цей газ спочатку призначався швейцарської компанії «РосУкрЕнерго», але не був нею оплачено; цей борг РосУкрЕнерго в 1.7 млрд доларів став причиною того, що Росія припинила газопостачання для України та Європи на двадцять днів в січні 2009 року).

## Справа протиВадима Гуржоса, екс-керівника Укравтодору

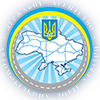
Емблема Державного агентства автомобільних доріг України

Вадим Гуржос працював на посаді керівника Укравтодору (Державна служба автомобільних доріг України) з березня 2005 по серпень 2006 року (тобто до створення «уряду Януковича», до якого входили і 8 міністрів від Ющенка) і з серпня-2008 по березень-2010 (подав у відставку у зв'язку з відставкою «уряду Тимошенко»).
27 квітня 2010 Генеральною прокуратурою України було порушено кримінальну справу проти Вадима Гуржоса (після звернення народного депутата Демішкана В. Ф.), за статтею «перевищення влади і службових повноважень», за період його роботи керівником Укравтодору. Справа Гуржоса В. М. перебувало під особистим контролем генерального прокурора Пшонки В. П. та його заступника Рената Кузьміна.
У травні 2010 року В. Ф. Демішкан був призначений на посаду керівника Укравтодору. Треба відзначити, що  Демішкан В. Ф. був людиною з близького оточення президента Януковича; зокрема Демішкан був одним із засновників клубу мисливців «Кедр», який називали «28 друзів президента Януковича». Про впливовість Демішкана В. Ф. говорить і той факт, що його син Сергій Демішкан в 2007 році здійснив викрадення і вбивство компаньйона по бізнесу (полковника у відставці, «афганця» Василя Кривозуба, який володів невеликою авіакомпанією «Крунк»), був арештований в 2008, але після приходу до влади Януковича був звільнений ще до суду (29.9.2010), і отримав лише умовний термін. Ця справа Сергія Демішкана викликало великий резонанс в Україні.
27 січня 2012 Печерський районний суд Києва скасував постанову генпрокуратури, якою було порушено кримінальну справу проти екс-керівника «Укравтодору» Вадима Гуржоса, через відсутність складу злочину (ст. 6, ч. 1, п. 2, 213 Кримінально-процесуального Кодексу України). Після скасування кримінального провадження Вадим Гуржос вилетів за кордон на лікування.

## Справа Тараса Шепітька в березні-2009
Ще при президенті Ющенкові — 2 березня 2009 року СБУ (керівник Наливайченко, перший заступник Хорошковський) порушила кримінальну справу за фактом, нібито, заволодіння «Нафтогазом» «6,3 млрд м³ транзитного природного газу на суму понад 7,4 млрд грн. (майже 1 млрд дол.)», в рамках цієї справи був затриманий «заступник начальника відділу Енергетичної регіональної митниці Держмитслужби» Тарас Шепітько. Проте, в. о. голова правління «Нафтогазу» Ігор Діденко оскаржив постанову про порушення кримінальної справи в Шевченківському райсуді Києва; і 24 березня 2009 року Шевченківський райсуд визнав незаконними окремі дії СБУ, і скасував постанову СБУ про порушення даної кримінальної справи (Шепітько був звільнений з СІЗО).

### Марія Кушнір— заступник головбуха «Нафтогазу»
Марія Кушнір — це четвертий обвинувачений у «газовому справі РосУкрЕнерго» (по якому заарештовані Діденко, Макаренко, Шепітько).
23 липня 2010 СБУ порушила кримінальну справу проти «заступника головного бухгалтера Нафтогазу» Марії Кушнір. 26 липня 2010 Печерський районний суд в Києві видав санкцію на затримання Кушнір. Глава СБУ Валерій Хорошковський заявив, що Кушнір була прийнята на роботу в «Нафтогаз України» спеціально для операції з розмитнення газу «РосУкрЕнерго»: «Її функцією було тільки поставити потрібний підпис. Саме вона дала команду, поставити газ на баланс „Нафтогазу“ і підписала первинний документ».
Спочатку Кушнір інкримінували «ч.2 ст.367 Кримінального кодексу України» (посадова халатність, що спричинила тяжкі наслідки), за якою передбачено позбавлення волі на строк «до трьох років»; але 9 вересня 2010 — щодо Кушнір було порушено кримінальну справу за «ч.2 ст.364 Кримінального кодексу України» (зловживання владою або службовим становищем, яке спричинило тяжкі наслідки).
«10 вересня 2010 при взаємодії з правоохоронними органами Російської Федерації Кушнір була затримана у Волгоградській області (Російська Федерація)»; і через місяць екстрадована на Україну. З тих пір (по жовтень 2011) М. Кушнір перебуває в СІЗО, а в пресі відсутні будь-які повідомлення щодо просування її справи.

### Хронологія подій щодо «позову РосУкрЕнерго» в Стокгольмському арбітражі
Перший позов РосУкрЕнерго до НАК «Нафтогаз Україна» був поданий у квітні 2008 року (у «Арбітражний суд при Торговій палаті Стокгольма»), а в січні 2009 року РосУкрЕнерго подала ще три позови проти «Нафтогазу». «Нафтогаз» же подав чотири зустрічні позови до «РосУкрЕнерго». Усі позови по цьому спору були об'єднані в одну справу.
2 квітня 2010 «Арбітражний суд в Стокгольмі» виніс проміжне рішення (з приводу позовних вимог РосУкрЕнерго до НАК «Нафтогаз Україна» в розмірі $ 2 млрд доларів), зобов'язавши «Нафтогаз» повернути позивачеві $ 197 млн.
8 червня 2010 Стокгольмський арбітраж ухвалив рішення (засноване на мировій угоді, за якою Україна-«Нафтогаз» визнала всі претензії РосУкрЕнерго), згідно з яким НАК «Нафтогаз України» зобов'язаний повернути RosUkrEnergo «11 млрд м³ газу плюс 10 % компенсації».
Ці 11 млрд м³ російського газу — в січні-2009 призначалися РосУкрЕнерго (RUE), але РосУкрЕнерго не оплатила вартість газу «Газпрому». Тому в 2009 році: 
 — «Нафтогаз» погасив «борг РосУкрЕнерго перед Газпромом» у розмірі 1.7 млрд дол.; а натомість «Газпром» передав «Нафтогазу» як компенсацію зазначені 11 млрд куб м газу (тобто за ціною 156 дол за 1000 м³).
 — Також, РосУкрЕнерго було виключено зі схеми поставок газу (на Україну та за її межі), договір на поставку газу уклали безпосередньо державні компанії «Нафтогаз» й «Газпром». До квітня-2010 «Газпром» володів 50 % акцій РосУкрЕнерго, але в впреле-2010 «Газпром» вийшов зі складу засновників РосУкрЕнерго — РосУкрЕнерго стало повністю приватною компанією, з контрольним пакетом у Д. Фірташа.
У період з листопада-2010 по квітень-2011 — «Нафтогаз» передав швейцарській компанії РосУкрЕнерго 12.1 млрд м³ газу (11 млрд м³; плюс 10 % компенсації); а РУЕ заплатила «Нафтогазу» 1.7 млрд дол. Станом на 2011 рік (при ціні в Євросоюзі «490 дол. за тисячу м³») загальна вартість переданого газу — близько 5.4 млрд дол.
Точка зору Д. Фірташа — викладена в його інтерв'ю журналу «Фокус». та в іншому інтерв'ю, яке Фарташ дав у липні 2011 року.

### Звільнення Макаренка і Шепітька— після року в СІЗО
5 липня 2011 Макаренко і Шепітька — були несподівано звільнені з СІЗО (проте кримінальні справи проти них не закриті, й залишилася «підписка про невиїзд»). Преса пов'язала звільнення Макаренка — з майбутньою зустріччю 6.7.2011 (в Криму) прем'єр-міністра Росії Путіна і президента Януковича; адже ще влітку 2010 року «командувачі російськими флотами» (які знали Макаренко по морській службі в Росії) зверталися з проханням до В. Путіна і В. Януковича з проханням про звільнення Макаренка із СІЗО, і Путін підтримав їх прохання у промові на «День військово-морського флоту Росії, 2010».
У зв'язку зі звільненням Макаренка, в пресі України з'явилися «витоки інформації від депутатів з кардинально різних фракцій Верховної Ради», що Росія порадила Україна «припинити переслідування Тимошенко». Аналогічно, на прес-конференції 7 липня 2011, в Москві (за результатами переговорів Путін-Азаров) прем'єр-міністр Путін висловився, що Росія проти перегляду «газового договору від 19.1.2009», і вважає, що критика цього договору з боку уряду України — має «політичну складову; прагнення довести, що попередники все робили погано».

## Керівники Держказначейства: Тетяна Слюз та Тетяна Грицун

### Тетяна Слюз
24 грудня 2010 оголошена в розшук Тетяна Ярославівна Слюз (голова Держказначейства України); їй інкримінують участь у справі про «кіотські гроші» (див. Карні справи щодо Юлії Тимошенко з 2010 року). Прокуратура стверджує, що Слюз знаходиться за кордоном. На парламентських виборах восени 2012 року — Тятяна Слюз була обрана народним депутатом за списком партії «Батьківщина».

### Тетяна Грицун, перший заступник голови Держказначейства
19 липня 2010 була затримана Тетяна Грицун (колишня Перша заступник глави Держказначейства України). 22 липня 2010 Печерський райсуд дав санкцію на її арешт — їй пред'явлено звинувачення «зловживання владою або службовим становищем, що спричинило тяжкі наслідки» (частина 2 статті 364 Кримінального Кодексу України; передбачає позбавлення волі на 3-6 років): 
 — Грицун «з вересня 2009 року по квітень 2010 року» давала вказівки підлеглим не перераховувати 800 млн гривень конкурсних гарантій «учасникам приватизаційного конкурсу по Одеському припортовому заводу» (ОПЗ) — компаніям «Нортіма» і «Фрунзе-Флора» (ці компанії також відсудили собі штрафні санкції «понад 2 млн грн.» (близько 190 тис. євро)). Грицун звинувачують в тому, що вона перешкоджала поверненню коштів всупереч «платіжним дорученням Фонду держмайна Україна».
Станом на жовтень-2011 — Тетяна Грицун знаходиться в СІЗО.
Суть конфлікту навколо «Одеського припортового заводу» (ОПЗ) така: 
 — Прем'єр-міністр Тимошенко прагнула через приватизацію стратегічного підприємства ОПЗ — істотно поповнити держбюджет у «кризовому 2009 році». Одночасно, Україна готувалася до виборів президента; президент Ющенко вів боротьбу проти Тимошенко, і видав Указ про заборону приватизації ОПЗ. Через цей Указ — в конкурсі не взяли участь «найсильніші інвестори»; заявки про участь подали лише три фірми. При проведенні конкурсу — ціна практично залишилася на базовому рівні. Аукціон виграла фірма «Нортіма» (Ігоря Коломойського), але Тимошенко заявила, що завод не буде проданий, оскільки «учасники змовилися про купівлю за мінімальну ціну». У відповідь, Коломойський обіцяв подати до суду; а Тимошенко — призупинила повернення «застави, який оплачували Нортіма і Фрунзе-флора» (але третій учасник конкурсу — російська компанія «Азот-Сервіс», яка представляла інтереси «Газпрому», відразу ж отримала свою заставу назад). Тимошенко заявила, що грошей у держбюджеті немає — і застави будуть повернені в повній мірі, але після приватизації «Одеського припортового заводу».

## Справа проти екс-міністраМВСЮрія Луценко

Емблема МВС України

26 грудня 2010 року заарештовано екс-міністр МВС України Юрія Луценко. Проти Луценка порушено три кримінальні справи:
- Про завищену пенсію його водієві (на суму близько 100 євро на місяць, і одноразово при виході на пенсію 2.5 тис. євро).[8][72]
- Про витрачання коштів на святкування «Дня міліції» в палаці «Україна» в 2008—2009 роках[73] — за два роки всього було витрачено близько 600 тис. грн. (близько 60 тис. євро).
- Про незаконне продовження стеження за фігурантами «справи про отруєння Ющенка»[74] (за ч.3 ст.364 Кримінального кодексу — зловживання службовим становищем, вчинене працівником правоохоронного органу).[75]

### Голодування Юрія Луценка— 30 днів, і 25кг ваги
Протестуючи проти незаконного арешту, Юрій Луценко 23 квітня 2011 почав голодовку (під час голодування він нічого не їв, але пив каву з цукром). 28 квітня підписав офіційний лист до керівництва СІЗО «про добровільну відмову від їжі»; до 10 травня — втратив 19.5 кг ваги і «переведений до медчастини Лук'янівського СІЗО у зв'язку з погіршенням стану здоров'я». У той же день — Луценко госпіталізований в «Київську лікарню швидкої допомоги, на вул. Братиславській, 3» 19 травня у зв'язку з поганим самопочуттям — Луценку ставили «крапельниці глюкози; внутрішньовенне харчування». 23 травня 2011 мав відбутися суд, на якому вирішувалося питання про «запобіжний захід» (тобто, Луценко могли звільнити з-під арешту). Луценко припинив голодування — тільки після суду 23 травня (витримавши, таким чином, 30-ти денну голодовку; втративши близько 25 кг ваги) — він заявив :
- «Я вважаю недоцільним продовжувати голодування. Я починав це, щоб довести, що у нас в Україні немає прокуратури. Сьогоднішнім засіданням суду я довів, що у нас немає справедливого суду, але далі мені потрібне здоров'я для того, щоб це зламати».[79]

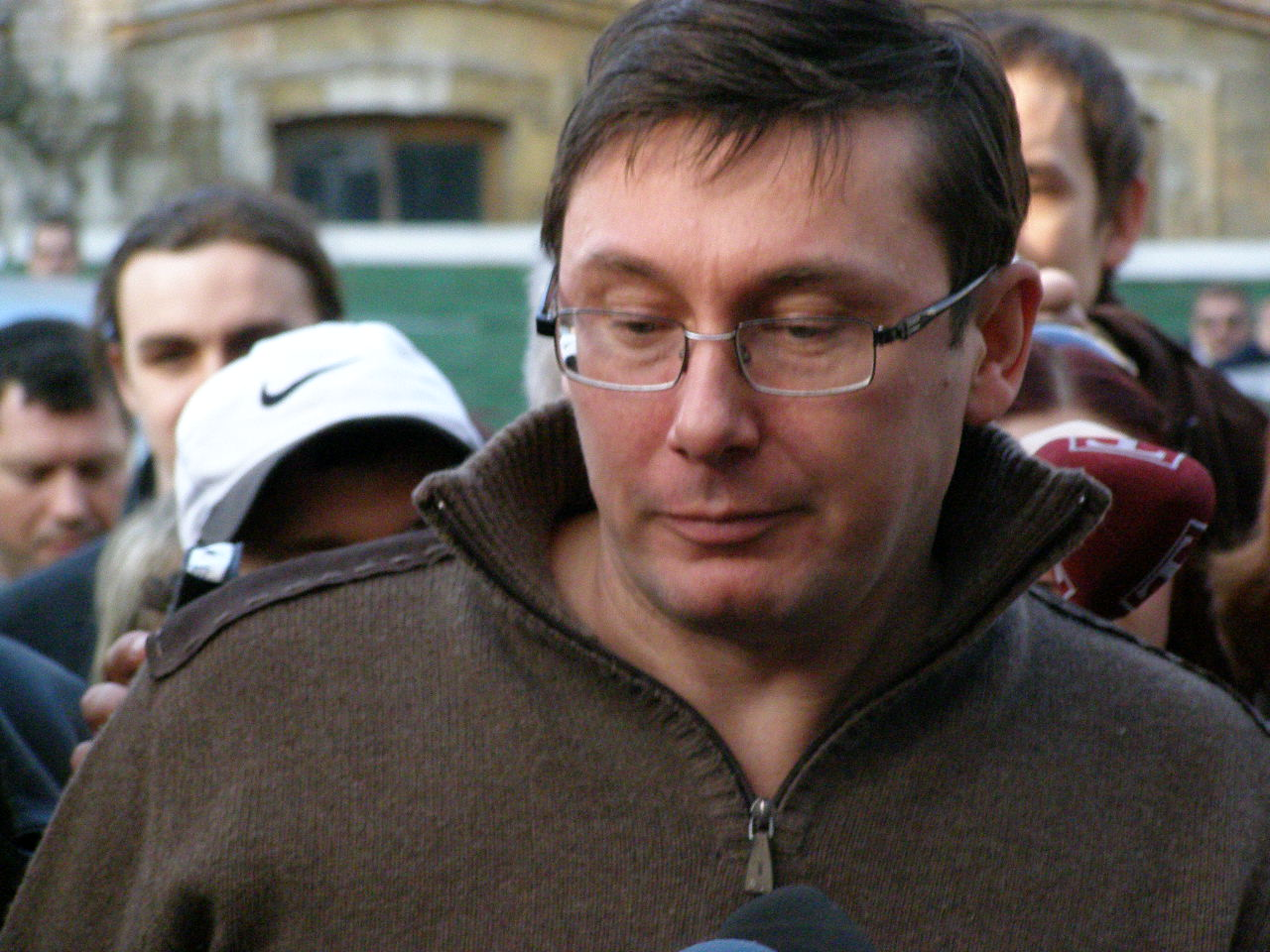
Юрій Луценко в опозиції (20.3.2007), під час боротьби за перевибори Верховної Ради — через десять днів буде видано Указ Ющенка про перевибори Верховної Ради.

### Листи із в'язниці
Під час ув'язнення, Луценко написав (до червня 2011) шість «листів із тюрми» — публіцистичні статті на актуальні політичні теми.

### Шість резолюцій Європейського парламенту
За період 2010—2012 років Луценко був згаданий в шести резолюціях Європейського парламенту — його справи названо політично вмотивованими.
29 червня 2011 року голова «Комітету парламентського співробітництва Європейського Союзу та України» в Європейському парламенті Марек Сівець (колишній керівник «Бюро національної безпеки Польщі») офіційно звернувся до влади України з проханням звільнити Ю. Луценка до суду, під його особисту гарантію :
- «„Я вирішив звернутися до повноважних судових органів (України) з проханням розглянути мою особисту гарантію для звільнення Луценка та надання йому можливості вільно відповідати перед судом“… Сівець нагадав про резолюцію Європарламенту, в якій констатується збільшення випадків кримінального переслідування колишнього уряду і опозиції».[82]

3 липня 2012 — Європейський суд з прав людини визнав арешт Луценка незаконним та політично вмотивованим.
2 жовтня 2012 голова моніторингового комітету ПАРЄ Андрес Еркель сказав, що Юрій Луценко є політичним в'язнем.
Після голодування протесту в травні 2011 році — у Луценка виник ряд захворювань. У січні 2013 року йому зробили операцію на кишечнику. Дружина Луценка заявила, що він хворий також на виразку шлунка.
На Всесвітньому економічному форумі в Давосі, 30 січня 2013 Віктор Янукович у розмові з президентом Європарламенту Мартіном Шульцом сказав, що міг би помилувати Луценка у відповідь на його прохання. За повідомленням преси, 5 лютого 2013 такий варіант з Луценком обговорили екс-президент Польщі Олександр Кваснєвський і екс-президент Європарламенту Пет Кокс на зустрічі з Луценком у Менської колонії (спеціальна колонія для утримання колишніх працівників правоохоронних органів). Однак Луценко відмовився просити про помилування, оскільки це означало б визнання ним провини за звинуваченнями, які він вважає політично мотивованими.

## Тимошенко та «Податковий Майдан-2010»
Серед учасників «Податкового Майдану» були дві групи, одна з яких визнавала Тимошенко лідером опозиції, а інша — ні :
- група лідера «Податкового Майдану» Олександра Данилюка (та його організація «Спільна справа») визнавала лідером опозиції Тимошенко; ця група закликала не тільки до «ветування нового Податкового кодексу», а й до відставки Кабміну Азарова, до перевиборів парламенту та президента;
- група Оксани Продан не висувала політичних вимог, а їхні «економічні вимоги» були поміркованими.

Після розгону «Податкового Майдану-2010» саме члени «групи Данилюка» зазнали репресій: наприкінці 2010 року та напочатку 2011 року — було ув'язнено вісім представників руху підприємців «Спільна справа», які проводили «Податковий Майдан 2010 року» в співпраці з Тимошенко.

### Розвиток подій на «Податковому Майдані-2010»
Восени 2010 по Україні прокотилася хвиля масових протестів представників малого та середнього бізнесу; вони протестували проти «олігархічних реформ Януковича»:
- Нові «Пенсійний Кодекс» і «Трудовий Кодекс» — значно погіршували становище широких мас.
- Новий «Податковий Кодекс» значно (в кілька разів) підвищував податки на «малий бізнес» (особливо збільшувалися податки для «найдрібнішого бізнесу», який перебував на «спрощеній системі оподаткування»); також істотно страждав середній бізнес. Особливе обурення викликав податок, який планувалося нараховувати на «дрібних підприємців» в тому разі, якщо вони виконують роботи для «юридичних осіб». Ще більше обурення викликала «норма Податкового Кодексу», яка дозволяла «перевірку житла підприємця Податковою інспекцією, без санкції прокурора».

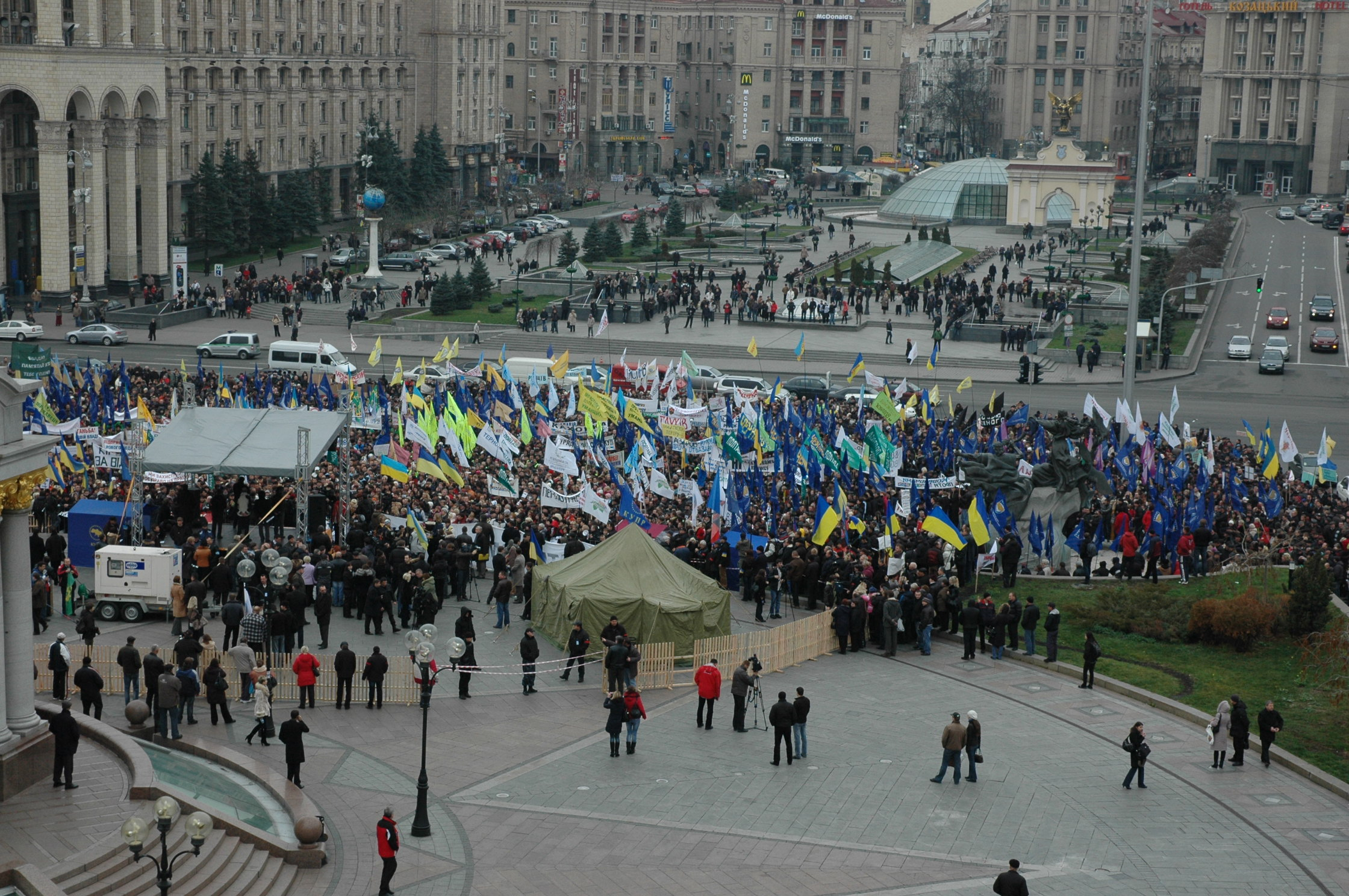
«Податковий Майдан» (Київ), 29.11.2010

Демонстрації відбулися в Києві (50 тисяч демонстрантів) і у всіх великих містах: Харків, Дніпропетровськ, Одеса, Донецьк, Львів, Запоріжжя, Полтава, Тернопіль, Рівне, Чернігів, Чернівці. Ринки Запоріжжя, Харкова, Чернігова, Рівного були закриті, на знак підтримки протестів.
Кульмінацією протестів став «Податковий Майдан» (всеукраїнські мітинги «підприємців малого та середнього бізнесу» проти «Податкового Кодексу Азарова-Тігіпка», проходив 22.11.2010 — 3.12.2010). Майдан-2010 домігся скасування «найбільш важких положень Податкового кодексу Азарова-Тігіпка».

### Приклади співпраці партії Тимошенко з організацією «Спільна справа» на «Податковому майдані»
«Податковий Майдан-2010» збирався силами самих «малих та середніх підприємців» (під керівництвом організації «Спільна справа»), але серед політичних сил «Податковий Майдан-2010» й передовсім лідер «Спільної справи» Олександр Данилюк — орієнтувалися саме на «об'єднану опозицію Тимошенко», і майже не співпрацювали з іншими політичними лідерами (зокрема, не співпрацювали з Ющенком, Кличком, Яценюком, а після приходу на Майдан прем´єр-міністра Азарова та президента Януковича — майданівці демонстративно вимили асфальт пральним порошком) :
- В перший день «Податкового Майдану-2010» з програмною промовою[90] («Майдан вимагає ВЕТО на податковий фашизм», 22.11.2010.) виступила Тимошенко. На сцені вона стояла вдвох з лідером «Податкового Майдану-2010», лідером організації «Спільна праця» Олександром Данилюком — вони обидва звернулися до мітингу як лідери цих протестів. На Майдані Тимошенко заявила, що винесе на обговорення Європейського парламенту питання цього Податкового Кодексу, в якому дозволені навіть обшуки квартир підприємців, причому без санкції прокурора.
- На «Податковім Майдані-2010» стояли «намети народних депутатів від БЮТ та від „Народної самооборони“, які були задекларовані як приймальні народних депутатів БЮТ та НС» для захисту Майдану від втручання міліції. БЮТ не перебирав на себе керівництво «Податковим Майданом», але співпраця з БЮТ була явною — в ті дні О. Турчинов казав: «Ми і з наметами допомогли, і наші депутати постійно чергували на Майдані».[91]
- Організація «Спільна праця» та її лідер Олександр Данилюк, визнавали Тимошенко «лідером опозиції», й неодноразово брали участь у спільних мітингах у 2010—2012 роках; також Данилюк не раз казав про це у своїх промовах (див. Виступ О. Данилюка на мітингу на підтримку Тимошенко (біля Печерського суду, 24.06.2011), де Данилюк визнає себе, свою організацію як «соратника Тимошенко»).

### Репресії проти «Податкового Майдану-2010», арешти активістів
27 листопада 2010 в намети до протестуючих на Майдан — прийшли президент Янукович і прем'єр-міністр Азаров, вони обіцяли підприємцям «почути їхні прохання». Дійсно, частина найбільш одіозних положень «Податкового Кодексу» була усунена в «новій редакції Кодексу від 29.11.2010», але:
- 3 грудня 2010 міліція знесла намети активістів «Податкового Майдану».[94]: «На 5 годину ранку Майдан був оточений чотирма загороджувальними загонами співробітників МВС».[94]
- 28 грудня 2010 було арештовано троє активістів «Податкового Майдану»: Гаркавенко І. А., Заплаткін О. В. і Грузинів В. М.; четвертий заарештований (співорганізатор акції Олександр Мандич) був незабаром відпущений.
- У грудні 2010 — був арештований і активіст «Податкового Майдану» Сергій Костак (станом на липень-2011 знаходиться в СІЗО).[26]

Станом на 14 січня 2011 — були заведені кримінальні справи на 8 активістів «Податкового Майдану», це підприємці: Охтирський, Мандич, Кавенко, Заплаткін, Грузинов, Мельниченко, Федчук, Сергій Костак. Їм інкримінується «пошкодження плитки на Майдані Незалежності» на суму 230 тис. грн. (21 тис. євро). Їм було пред'явлено звинувачення за статтею: «умисне знищення або пошкодження чужого майна, що заподіяло шкоду у великих розмірах, за попередньою змовою групи осіб». Їх звинувачують у «пошкодженні гранітного покриття площі „Майдан незалежності“, шляхом вбивання в гранітне покриття металевих прутів у кількості 132 одиниці».
Станом на липень-2011 за «мирні протести проти Податкового Кодексу» (який був-таки в значній мірі скасований і перероблений за погодженням з президентом і прем'єр-міністром) — арештовані і знаходилися в СІЗО без суду більше семи місяців 8 людей. Лідер «Податкового Майдану-2010» Олександр Данилюк та його об'єднання малих підприємців «Спільна справа» — протягом 2010—2012 років долучалися до протестів проти суду над Тимошенко та її соратниками, зокрема в мітингах перед Печерським судом м. Києва.

## Інші опозиційні партії— їхні стосунки з владою, та відношення до репресій проти команди Тимошенко
Частина української опозиції не визнає Тимошенко своїм лідером, й вони не є «соратниками Тимошенко». Позиція цих партій має чимале значення в оцінці «кримінальних справ проти команди Тмиоенко» й серед українського суспільства, й закордоном.

### Політична команда В. Ющенка
Після приходу до влади Віктора Януковича зазнала переслідувань і арештів майже виключно політична команда Ю. Тимошенко і міністри її Кабінету Міністрів.
Віктор Янукович співпрацює з частиною опозиції — найближчі соратники Віктора Ющенка отримали високі посади: міністр «міністерства надзвичайних ситуацій» Балога (його брат, Іван Балога з 2010 року — голова Закарпатської облради); голова наглядової ради Нацбанку Петро Порошенко (з березня-2012 він також зайняв посаду «міністра економіки та торгівлі» в уряді Азарова); посол в Білорусі — Роман Безсмертний; Євген Червоненко — голова департаменту авіації МНС; Владислав Каськів (колишній лідер «Пори», до жовтня 2006) — голова «Державного агентства з інвестицій та управління національними проектами»; Марина Ставнійчук (член Венеційської комісії) — деякий час працювала «заступником глави Адміністрації Президента Януковича»; Юрій Павленко (міністр за часів Ющенка) в дні своїх свідчень в суді за справою Тимошенко, був призначений «Уповноваженим з прав дітей при президенті України».

### Опозиційні партії, проти лідерів яких не відкривалися кримінальні справи
Також кримінального переслідування немає щодо лідерів та політичних команд «необ'єднанної опозиції» (необ'єднана опозиція протиставляє себе і Януковичу, і Тимошенко): екс-спікера Арсенія Яценюка, Сергія Тігіпка, Анатолія Гриценка, Олега Тягнибока. Ця частина опозиції, так звані партії «проти всіх» вважають, що в діях Тимошенко та її Кабміну — існували підстави для кримінального переслідування.
В 2010—2011 роках політичні експерти констатували наявність глибокого розколу в опозиції. Але після ув´язнення та осудження Тимошенко частина цих партій (Гриценка, Тягнибока, партія Яценюка, партія Віталія Кличка) почала визнавати політичний характер переслідування Тимошенко та її соратників.

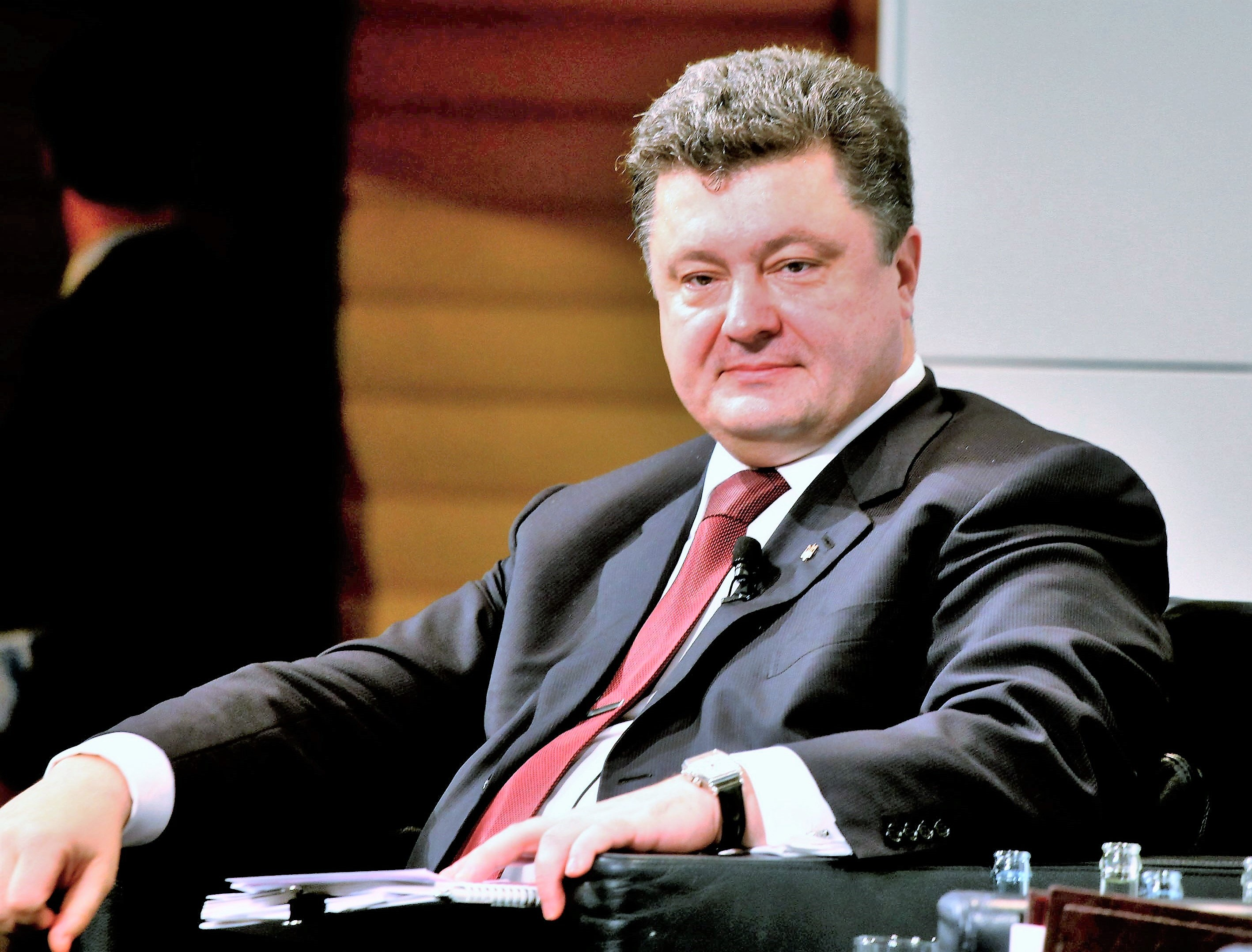
Петро Порошенко, голова Наглядової ради Нацбанку; з 2012 — міністр економіки
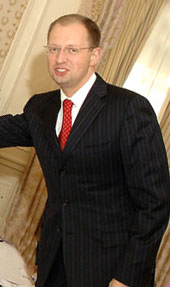
Арсеній Яценюк, екс-спікер, міністр зовнішній справ в Уряді Януковича у 2006 році
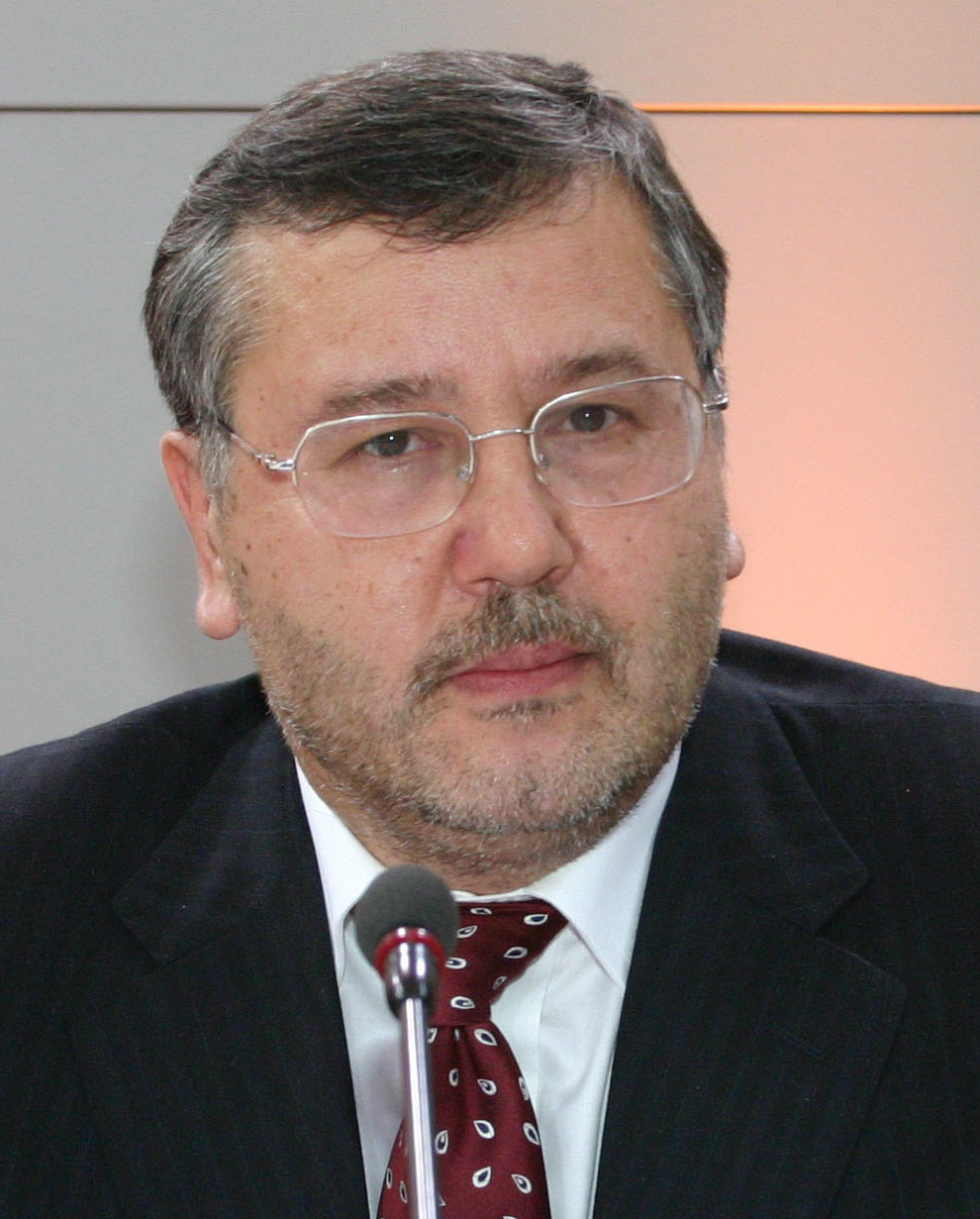
Анатолій Гриценко, міністр оборони України в Уряді Януковича у 2006 році
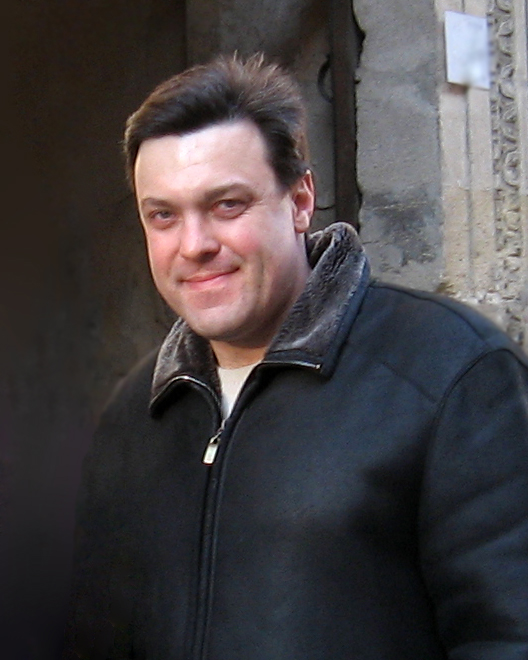
Олег Тягнибок, український націоналіст, січень 2008

### Перебіжчики «тушки»
Ще в часи уряду Тимошенко (2007—2010) від «коаліції БЮТ-НУНС в парламенті» відкололася половина фракції НУНС: партія «Єдиний центр» (Балоги та Оробець), партія «За Україну!» (Вячеслава Кириленка). А відразу після приходу Януковича до влади — від «коаліції БЮТ-НУНС» відкололися додаткові депутати з НУНС (більше половини партії «Народна самооборона» на чолі зі Жванією), а через два місяці кілька десятків депутатів пішли з фракції БЮТ. Усіх цих парламентських перебіжчиків, починаючи з січня 2010 року, стали йменувати «тушки», в основному вони об'єдналися у фракцію «Реформи заради майбутнього» або працюють «незалежними депутатами». Такі переходи депутатів з опозиції у владу — відбувалися або в обмін на посади та преференції від влади, або через тиск на бізнес, родичів тощо. Проти таких депутатів-перебіжчиків також нема кримінальних переслідувань.
Є приклади співпраці влади Януковича з «колишніми політиками БЮТ», але тільки якщо ці політики — повністю порвали з БЮТ. Двоє з них отримали «помітні посади»:
- Фельдман (№ 43[106] у списках БЮТ на виборах-2007; екс-керівник БЮТ у Харківській області; власник великого ринку в Харкові) — 25.6.2010 виключений з БЮТ-«Батьківщини» (але депутатський мандат від БЮТ — відмовився здавати); 16.3.2011 вступив в «Партію регіонів»; 8.7.2011 обраний до політради ПР.[107]
- Портнов (№ 58[106] у списках БЮТ на виборах-2007; відомий юрист групи «Приват», очолював команду адвокатів Тимошенко на процесі після виборів президента-2010) — 2.4.2010[108] був призначений на посаду «заступника глави Адміністрації президента» (глава АП мав 9 заступників). Тоді ж виключений з БЮТ-«Батьківщини»; 16.4.2010 здав «депутатський мандат від БЮТ». 5.4.2011 звільнений[109] з посади «заступника глави Адміністрації президента».

Фельдман і Портнов — це в минулому «важливі депутати БЮТ», але зовсім не «найближчі соратники Тимошенко» (№ 43, № 58 в списках). Станом на березень 2012 року в фракції БЮТ-Батьківщина перебуває близько 100 депутатів; тобто «третина депутатів БЮТ від обраних 156 депутатів» були виключені з фракції (в основному за «голосування врозріз з рішенням фракції»). У цьому зв'язку Тимошенко казала: «З нашої фракції перебігла третина, а інші партії співпрацюють з владою в повному складі».

## Мультимедійні матеріали
- Генерала Макаренка і Тараса Шепітька звільнили з СІЗО (після року перебування під арештом без суду), 5.7.2011.
- Луценко (його дружина, його брат) в залі суду — коментує своє вчорашнє затримання. 27.12.2010. Луценко (27.12.2010) в районному Печерському суді м. Києва на наступний день після арешту: "Якщо гопники прийшли до влади, то міністр МВС повинен сісти ".
- Заява Тимошенко в день арешту Діденко, 9.7.2010: "владі потрібно легалізувати своє право — забрати в Україні (для РосуУкрЕнерго) 5.4 млрд доларів… Такого на Україна не було ніколи за 19 років незалежності ".
- Виступи в суді Діденко[110][111]
- Генерала Валерія Іващенка відконвоювали для лікування в «лікарню швидкої допомоги». Телеканал Фірташа «Інтер», 20.3.2011.
- Історія держчиновників-емігрантів з України (Звягільський, Лазаренко, Жердицький, Бакай, Боделан, Білоконь…) у зв'язку зі «справою Богдана Данилишина». Телеканал «ТВі», передача «Знак оклику» (укр.«Знак оклику»), Наталя Седлецька. Київ, 18.11.2010. Друга серія (присвячена саме «справі Данилишина»), Київ, 20.11.2010.
- "Фірташ, Бойко, Хорошковський. 12 мільярдів кубів газу для РосУкрЕнерго. Було державне — стало приватне ". 10 серія газового розслідування програми «Знак оклику» (укр.«Знак оклику»), телеканал «ТВі». 29.11.2010.
- Ю. Тимошенко: «Майдан вимагає ВЕТО на податковий фашизм» (програмний виступ у перший день «Податкового Майдану»). 22.11.2010.

## Виноски
1. 1 2  «Всі, хто сидить, і лише готується». Павло Вуєць. Сайт «Главком», 10.01.2011.[недоступне посилання]
2. ↑  «Transparency International: Аудит Тимошенко — швидше полювання на відьом». У міжнародній антикорупційній мережі «Transparency International» вважають, що «вашингтонський аудит» дискредитує боротьбу з корупцією в Україні. Газета «Сегодня», 15.10.2010 (п'ятниця).
3. ↑  Freedom House порівняв Україну з революційними країнами Близького Сходу. Сайт «Главред», 29.06.2011. Архів оригіналу за 29 вересня 2011. Процитовано 3 листопада 2011.
4. 1 2  «Резолюція Європейського парламенту щодо України: справи Юлії Тимошенко та інших членів колишнього уряду». 9.6.2011 (PDF). Архів оригіналу (PDF) за 09.10.2011. Процитовано 03.11.2011.
5. 1 2 3 4 5  «Тимошенко требует от Януковича освободить „политзаключенных“» (16.02.2011, сайт «Новости Донбасса»).
6. 1 2 3 4 5  «Yulia Tymoshenko: we demand the immediate release of all political prisoners». 2011-02-16. Архів оригіналу за 15 серпня 2014. Процитовано 3 лютого 2013.
7. ↑  Нємцов: ЄС не варто йти на асоціацію з Україною при Януковичі. Сайт «Ліга Новини». 13 листопада 2013. Архів оригіналу за 14 листопада 2013. Процитовано 13 листопада 2013.
8. 1 2  «Знищення норовливого». Володимир Ар'єв. Газета «Дзеркало тижня. Україна», № 18, 20.5.2011. Архів оригіналу за 03.09.2011. Процитовано 03.11.2011.
9. 1 2 3 4 5 6 7 8  Рада відмовилася реабілітувати колишніх держслужбовців, яких переслідували за політичними мотивами. 15 квітня 2014.
10. 1 2  Генпрокуратура: колишній в. о. міністра оборони заарештований. Сайт «Фокус», 25.8.2010.
11. 1 2  Чехія надала політичний притулок Данилишину. Сайт газети «Дзеркало тижня», 13.01.2011. Архів оригіналу за 23.03.2011. Процитовано 03.11.2011.
12. 1 2 3  «Генпрокуратура затримала екс-міністра Тимошенко». Сайт газети «Лівий берег», 14.12.2010.
13. 1 2  «Дела против четырех членов правительства Тимошенко направлены в суд». Сайт «ukrainepress.ru», 31.1.2011.
14. 1 2 3 4 5  «Суд визнав екс-міністра Куйбіду невинним». Сайт «Єдина Одеса», 14.1.2011.
15. 1 2 3  Адмірали та офіцери ВМФ Росії написали листа президенту Януковичу з проханням звільнити з-під варти їхнього колишнього товариша по службі Анатолія Макаренка. Сайт «ТСН.ua» (служба новин українських телеканалів «1 + 1», «2 + 2», «ТЕТ»). 27.8.2010. Архів оригіналу за 24 березня 2012. Процитовано 3 листопада 2011.
16. 1 2 3 4 5  Суд дозволив арешт Тараса Шепітька. Сайт «Версії», 22.07.2010.
17. 1 2  «Екс-заступнику міністра загрожує до 10 років ув'язнення». Сайт «Ліга. Новини», 24.12.2010.
18. 1 2 3  «Звичайний садизм». Соня Кошкіна. Сайт газети «Лівий берег», 26.12.2010.
19. 1 2 3  «Екс-глава Державного казначейства Тетяна Слюз перебуває за кордоном, повідомляють у ГПУ». Сайт «NEWS.ru.ua», 5.1.2011. Архів оригіналу за 04.06.2016. Процитовано 03.11.2011.
20. 1 2 3 4 5  «Арештована Тетяна Грицун — людина Тимошенко». Сайт «Бізнес гід», 27.07.2010. Архів оригіналу за 15.05.2013. Процитовано 03.11.2011.
21. 1 2  Спецслужби Україні затримали топ-менеджера «Нафтогазу», відповідального за операції з RosUkrEnergo.
22. 1 2 3  СБУ підтверджує факт затримання в Російській Федерації колишнього заступника головного бухгалтера НАК «Нафтогаз України» Марії Кушнір, в наш час[коли?] вирішується питання про її екстрадицію в Україну. Газета «Дзеркало тижня», 15.9.2010.[недоступне посилання з квітня 2019]
23. 1 2 3 4  Суд виправдав екс-главу «Укравтодору». 13 вересня 2010.
24. 1 2 3  У справі про Податковий Майдані звинуватили сімох активістів. Сайт «TCH.ua», 14.1.2011. Архів оригіналу за 24 березня 2012. Процитовано 23 січня 2013.
25. 1 2 3  «Розправа над учасниками податкового майдану». Роман Зінов'єв, газета «Дзеркало тижня». Україна", № 9, 11.3.2011. Архів оригіналу за 16.03.2011. Процитовано 25.03.2012.
26. 1 2 3  Активіст податкового Майдану сім місяців чекає на суд за гратами. Сайт «Українська правда», 15.6.2011.
27. ↑  сайт МЗС Росії
28. ↑  Вирок Тимошенко: день, який не змінив Україна. Сайт передачі «Голос Америки», 20.10.2011. Архів оригіналу за 26.10.2011. Процитовано 03.11.2011.
29. ↑  «Former U.S. Ambassadors Recommend New Secretary of State Against Meeting With Yanukovych: Criminal Plutocracy Rules Ukraine». Site «censor.net»,1.2.2013.
30. ↑  «Політичні біженці України — породження сучасної влади». Жуков Денис. 2.4.2012.
31. ↑  «Ми уважно стежимо за розвитком кримінальних справ проти колишніх урядовців». Лі ТЕРНЕР, посол Великої Британії в Україні, спеціально для «Дня». Газета «День», № 107, 22 червня 2011 (середа). Архів оригіналу за 10 грудня 2015. Процитовано 26 лютого 2013.
32. ↑  Заява уряду США щодо України (у зв'язку з вироком Ю. Тимошенко). Білий дім, США. (Statement by the Press Secretary on Ukraine. The White House, USA). 11.10.2011.
33. ↑   Обама вимагає звільнення Тимошенко. Сайт «Українська правда», 11.10.2011.
34. ↑  США вимагають випустити українських політв'язнів. Сайт «Главком», 31.10.2011.
35. ↑  Резолюція Європарламенту по Україні. Сайт «Українська правда», 25.10.2011.
36. ↑  «Резолюція Європарламенту: Україна має звільнити Тимошенко і Луценка». Сайт «Українська правда», 24.5.2012
37. ↑  «Європарламент ухвалив ще одну критичну резолюцію по Україні». Сайт «Український бізнес ресурс», 13.12.2012. Архів оригіналу за 2 жовтня 2013. Процитовано 3 лютого 2013.
38. ↑  «Elections failed to bring Ukraine closer to the EU, say MEPs».13-12-2012.
39. 1 2  Резолюція Парламентської асамблеї Ради Європи «Функціонування демократичних інституцій в Україні». Сайт «Українська правда», 26.1.2012.
40. ↑  Парламентская Ассамблея Совета Европы. Резолюція «Функціонування демократичних інституцій в Україні», 26 Січня 2012 року. Архів оригіналу за 17 лютого 2013. Процитовано 24 лютого 2013.
41. ↑  11/160526_obse_prizvala_otpustit_tyurem.html «ОБСЄ закликала звільнити Тимошенко, Луценка та Іващенка». Сайт газети «Лівий берег», 11.7.2012.[недоступне посилання з липня 2019]
42. ↑  Organization for Security and Co-operation in Europe: «Ukraine 2012 Parliamentary Elections: Progress towards European Standard?» 12 July 2012.
43. ↑  The Financial Times: США поширили різке попередження керівництву України. 01.01.2011.
44. ↑  Держдеп США стурбований процесом над Ю. Тимошенко. Архів оригіналу за 27 червня 2011. Процитовано 3 листопада 2011.
45. ↑  Prosecution of Ukrainian Opposition Leaders
46. 1 2  «Новому голові Держдепу США радять не зустрічатись з українським президентом». Сайт УНІАН, 02.02.2013.
47. ↑  Проти міністра уряду Тимошенко порушено кримінальну справу
48. 1 2 3  «Данилишин отримав політичний притулок в Чехії». Сайт «For-ua.com», 12.1.2011.
49. ↑  Справу проти Данилишина закрили — МВС. Сайт «Радіо Свобода», 1 березня 2013.
50. ↑  Ознайомлених зі справами екс-чиновників відпустили під підписку, Луценкові поки-що сподіватися не варто. Сайт газети «Дзеркало тижня», Київ, 8.4.2011.[недоступне посилання з квітня 2019]
51. ↑  Міністра з Кабміну Тимошенко засудили до трьох років в'язниці. Сайт журналу «Фокус», 5.4.2012.
52. 1 2  «Шевченківський райсуд сьогодні винесе вирок по справі Куйбіди». Сайт «Новини України», 13.1.2010. Архів оригіналу за 19 жовтня 2011. Процитовано 3 листопада 2011.
53. ↑  «Суд у справі Куйбіди перенесено на вересень». Сайт газети «Лівий берег», 17.08.2010.
54. ↑  «Куйбіда вважає, що справу йому чіпляли через місцеві вибори». Сайт «Українська правда», 14.1.2011.
55. ↑  «Мер Немирова заарештували». 22.9.2010. Архів оригіналу за 24.11.2010. Процитовано 03.11.2011.
56. ↑  «Мер Алушти Володимир Щербина узятий під варту за фальсифікацію рішення колегіального органу». Сайт «TCH.ua», 20.10.2010.
57. ↑  «Євгеній Корнійчук звільнений з-під варти». Газета «Коммерсант. Україна», 15.02.2011. Архів оригіналу за 28.09.2011. Процитовано 28.09.2011.
58. ↑  «Колишньому міністру» шиють «справу на 5 мільйонів». Сайт «Українська правда», 21.1.2011.
59. ↑  «Справа Фірташа. Частина третя. Справи газові». Мустафа Найєм, для «Української правди», 31 січня Стокгольмський суд зобов'язав Нафтогаз повернути РосУкрЕнерго (компанія Фірташа) 11 млрд кубів газу. Сайт «Цензор.нет». 08.06.2010.
60. ↑   Олександр Акименко, Анна Бабінець (Слідство. Інфо), Наталія Седлецька (Радіо Свобода) . 28 друзів Президента. Усередині Самого Закритого Клубу Країни. Архів оригіналу за 22 вересня 2014. Процитовано 24 листопада 2014.
61. ↑  Мандат на вбивство. 2 грудня 2010.
62. 1 2  «Услід за Макаренком і Діденком заарештували Шепітька». Сайт «Новини УНІАН», 23.7.2010. Архів оригіналу за 29 листопада 2014. Процитовано 3 листопада 2011.
63. 1 2  Розшукується заступник главбуха «Нафтогазу» Марія Кушнір. Сайт «Ukraine Daily», 26.07.2010.
64. 1 2 3 4  Печерський районний суд Києва 21 липня ухвалив рішення про взяття під варту строком на два місяці заступника начальника відділу Київської регіональної митниці Тараса Шепітька". Сайт «Лівий берег», 22.7.2010.[недоступне посилання]
65. ↑  «Містер Ф. Інтерв'ю з Дмитром Фірташем». Сайт «Фокус», 9.12.2011. Архів оригіналу за 09.11.2013. Процитовано 03.11.2011.
66. ↑  Дмитро Фірташ: «Путін усіх обіграв». 15.07.2011.
67. ↑  Тимошенко коментує звільнення Діденка й Шепітька 5.7.2011: «Це не результат правосуддя, а результат чіткої позиції міжнародної демократії та демократичних сил на Україні».
68. ↑  «Макаренко: 5 місяців за ґратами». Віталій Червоненко, сайт «Главком». 24.11.2010. Архів оригіналу за 26 березня 2012. Процитовано 3 листопада 2011.
69. ↑  «ЗМІ про розмову Путіна з Януковичем: якщо Віктор Федорович не хоче ускладнень з Кремлем, йому варто відмовитися від переслідування Тимошенко». Сайт «Цензор.нет», 06.07.2011.
70. ↑  Голова Уряду Російської Федерації В. В. Путін і Прем'єр-міністр України М. Я. Азаров провели спільну прес-конференцію за підсумками засідання Комітету з питань економічного співробітництва. Сайт уряду Росії. 7.6.2011. Архів оригіналу за 24.03.2012. Процитовано 24.03.2012.
71. 1 2  «Продаж ОПЗ: провал, скандал і змова». Дмитро Коротков. Газета Р. Ахметова «Сегодня», 30.9.2009. Архів оригіналу за 01.04.2012. Процитовано 03.11.2011.
72. ↑  Генпрокуратура України висунула обвинувачення екс-главі МВС Луценко
73. ↑  «Луценко отримав матеріали справи для ознайомлення». Сайт "Ліга. Новости ", 28.01.2011.
74. ↑  /163098 Луценко затриманий у новій кримінальній справі. Сайт «Фокус», 27.12.2010.
75. ↑  Луценко інкримінують зловживання владою, яке витікає зі справи про отруєння Ющенка. 29.12.2010.
76. ↑  «Луценко кинув їсти». Сайт «Ліга. Новини», 22.04.2011.
77. 1 2 3  «За час голодування в СІЗО Луценко втратив 20 кілограмів». Сайт газети «Факти», 10.05.2011.
78. ↑  «Луценка перевели в лікарню швидкої допомоги». Сайт «Українська правда». 10 травня 2011 (вівторок).
79. ↑  «Луценко припинив голодування. Юрій Луценко в суді заявив журналістам, що він припиняє голодування, щоб набратися сил для боротьби з системою, в якій відсутня прокуратура і справедливий суд». Сайт «Українська правда». 23 травня 2011 (понеділок). Архів оригіналу за 7 жовтня 2011. Процитовано 3 листопада 2011.
80. ↑  Юрій Луценко, «Лист із тюрми № 6. Дід Іван, Гітлер і Сталін», Сайт інформагентства УНІАН, 05.05.2011.
81. ↑  «Депутат Європарламенту Марек Сівець готовий надати українським суду особисту гарантію, якщо вона буде необхідна для звільнення з-під варти екс-міністра внутрішніх справ Юрія Луценка». Сайт «Тиждень» (ut.net.ua), 29 червня 2011.
82. ↑  «Депутат Європарламенту готовий надати особисту гарантію для звільнення Луценка». Сайт української телекомпанія «5-й канал», 29.06.2011. Архів оригіналу за 23.03.2012. Процитовано 03.11.2011.
83. ↑  Температура води у Ялті - 10°. УНІАН. 30 червня 2011. Архів оригіналу за 6 липня 2012. Процитовано 4 червня 2021.
84. ↑  Андрес Эркель: те, кто сравнивает Украину с Белоруссией, просто не знают, что там происходит. [Архівовано 2012-10-04 у Wayback Machine.] «Коммерсантъ Украина». 02.10.2012. (рос.) (Перевірено 06.10.2012)
85. ↑  «Луценко відмовився просити помилування у Януковича». Сайт журналу «Фокус», 5.2.2013.
86. 1 2  Могильов нагадав, що сума збитків від пошкодження гранітного покриття склала 230 тисяч гривень. Сайт «TCH.ua», 14.1.2011. Архів оригіналу за 24 березня 2012. Процитовано 23 січня 2013.
87. ↑  Фотоматеріали по темі «Податковий Майдан-2010».
88. ↑  «Податковий Майдан». Сайт газети «Московський комсомолець», № 25507, 24.11.2010.)
89. ↑  «Податковий Майдан». Сайт «ЛІГА.новини», 22.11.2010
90. ↑  «Майдан вимагає ВЕТО на податковий фашизм» (програмний виступ Ю. Тимошенко в перший день «Податкового Майдану»). 22.11.2010.
91. ↑  О.Турчинов: Ми і з наметами допомогли, і наші депутати постійно чергували на Майдані. Сайт «РБК-Україна», 2.12.2010.
92. ↑  «Данилюк: Янукович і Азаров прийшли на Майдан, тому що бояться соціального вибуху». Сайт газети «Дзеркало тижня» (Київ), 27.11.2010.[недоступне посилання з липня 2019]
93. ↑  «Верховна Рада за півгодини» народила «новий Податковий кодекс». 29.11.2010.
94. 1 2  «Наметове містечко на Майдані розігнали сотні міліціонерів. Є затримані і постраждалі. Відео: 3 грудня 2010». Сайт «NEWS.ru.ua», 3.12.2010. Архів оригіналу за 09.11.2013. Процитовано 23.01.2013.
95. ↑  Арештували трьох активістів податкового Майдану. Сайт «Коментарі PRO.UA», 29.12.2010. Архів оригіналу за 27.05.2012. Процитовано 23.01.2013.
96. ↑  Янукович зробив Балогу міністром
97. ↑  Перелік керівників Закарпатської області. Сайт газети «Комментарии», 29.4.2011.[недоступне посилання з вересня 2019]
98. ↑  «Голова Ради Національного банку України Петро Порошенко виступає за створення загальнодержавного земельного кадастру». УНІАН, 05.04.2011. Архів оригіналу за 7 листопада 2011. Процитовано 3 листопада 2011.
99. ↑  Бокс. Червоненко: «Український прапор вкриє обличчя Хея». 02.07.2011.
100. ↑  Про призначення В. Каськіва Головою Державного агентства з інвестицій та управління національними проектами Україні. Архів оригіналу за 21 січня 2011. Процитовано 3 листопада 2011.
101. ↑  01/40637 «Янукович призначив Ставнійчук заступником глави Адміністрації Президента». Сайт «Ukra.News», 1.4.2011.
102. ↑  Захищати права маленьких українців тепер буде спеціальна інституція. Сайт єдиного державного телеканалу УТ-1, 12.8.2011. Архів оригіналу за 13 серпня 2011. Процитовано 3 листопада 2011.
103. ↑  Ключковський: Частина опозиції не хоче під прапор Тимошенко, а частину атакує ПР. Сайт «Українська правда» та «Дойче веле», 2.6.2010.
104. ↑  Богдан Данилишин: Захід не може дозволити ізоляції України, «Радіо Свобода», 30.01.2011).
105. ↑  Марш проти політрепресій завершився мітингом на Майдані. Сайт УНІАН, 25.02.2013.
106. 1 2  «Список кандидатів у депутати на виборах до Верховної Ради України в 30.9.2007, „Блок Юлії Тимошенко“». Сайт «Центральної виборчої комісії Україна», 30.9.2007. Архів оригіналу за 07.06.2011. Процитовано 03.11.2011.
107. ↑  «Сьогодні на засіданні Політради Партії регіонів народний депутат України, член парламентської фракції ПР Олександр Фельдман був обраний членом Політради». Сайт «Comments.ua», 8.7.2011. Архів оригіналу за 06.01.2012. Процитовано 03.11.2011.
108. ↑  Захисник Тимошенко пішов працювати до Януковича
109. ↑  «ЗМІ: Портнов звільнений з посади заступника глави АП, Герман також загрожує звільнення». Сайт «Ukra.News», 5.4.2011.
110. ↑  «Діденко виступає в суді (20.6.2010) після затримання 10.6.2010»: «Одна заказуха після іншої».
111. ↑  Діденко в суді 27.8.2010.